# Gdańska Grupa Młodych
Gdańska Grupa Młodych (Gdańska Grupa Artystyczna ZMS, Gdańska Grupa Poetycka Młodych, Gdański Klub Artystyczny Młodych) – grupa artystyczna działająca w Gdańsku w latach 1959–1963, związana z Komitetem Wojewódzkim Związku Młodzieży Socjalistycznej, z udziałem głównie literatów i kilku plastyków.

## Geneza i członkowie
Gdańska Grupa Młodych powstała z inicjatywy młodych pisarzy skupionych przy KW ZMS w Gdańsku. Jej współtwórcami byli: Mieczysław Czychowski, współzałożyciel Grupy Poetyckiej Kontrasty i Bogdan Justynowicz, współzałożyciel grupy poetyckiej Seledyn, działających w Gdańsku w latach 1956-57. W tworzeniu grupy wzięli też udział pozostali dwaj członkowie tej drugiej: Bolesław Fac i Bernard Bolesław Hęćko. Po Seledynie pozostała tylko jedna informacja prasowa, dotycząca również Kontrastów.
Fac i Justynowicz byli także członkami gdańskiej grupy literackiej, określanej mianem kabaretu literacko-artystycznego, Szkoła Grafomanów, działającej w latach 1957-60. Przyznawała ona nagrodę Gdańskiej Szkoły Grafomanów w różnych dziedzinach sztuki, cenioną przez artystów. Jej laureatami byli m .in.: Zbigniew Cybulski, Bogumił Kobiela, Kiejstut Bereźnicki, Róża Ostrowska i Alicja Boniuszko. Prócz ich dwóch, jeszcze inni członkowie tego kabaretu: Jerzy Afanasjew i Mirosław Stecewicz zaangażowali się w organizowanie Gdańskiej Grupy Młodych, toteż Szkoła Grafomanów, której uczestnikiem był ponadto m.in. Andrzej Zaniewski, potem przestała istnieć.
Członkami grupy zostali też m.in.: Grażyna Bral, Stanisław Dziadoń, Halina Urbaniak-Czychowska, Stanisław Załuski, dziennikarz Jan Kiedrowski i inni publicyści Głosu Wybrzeża oraz plastycy: Maria Bilewicz-Potaracka i Wiesław Dembski.

## Działalność
Gdańska Grupa Młodych zainaugurowała działalność w listopadzie 1959 roku wieczorem autorskim. W tym miesiącu, wspólnie z Zakładowym Domem Kultury Stoczni Gdańskiej, ogłosiła konkurs na utwór prozatorski i reportaż na temat młodzieży robotniczej, morza i pracy w stoczni. Wbrew zapowiedziom, prasa nie odnotowała tego faktu i nie opublikowała zwycięskich prac.
W 1959 i 1960 roku grupa wydała jednodniówkę Nabrzeże, którą redagowali: Czychowski, Dziadoń, Justynowicz i Załuski. Miała ona być zalążkiem pisma społeczno-kulturalnego. W 1962 roku cały nakład 5000 egzemplarzy został skonfiskowany przez cenzurę. Zdaniem Załuskiego, Wydział Propagandy KW PZPR torpedował wszystkie próby utworzenia tego typu czasopisma na Wybrzeżu Gdańskim, aż do utworzenia miesięcznika Litery.

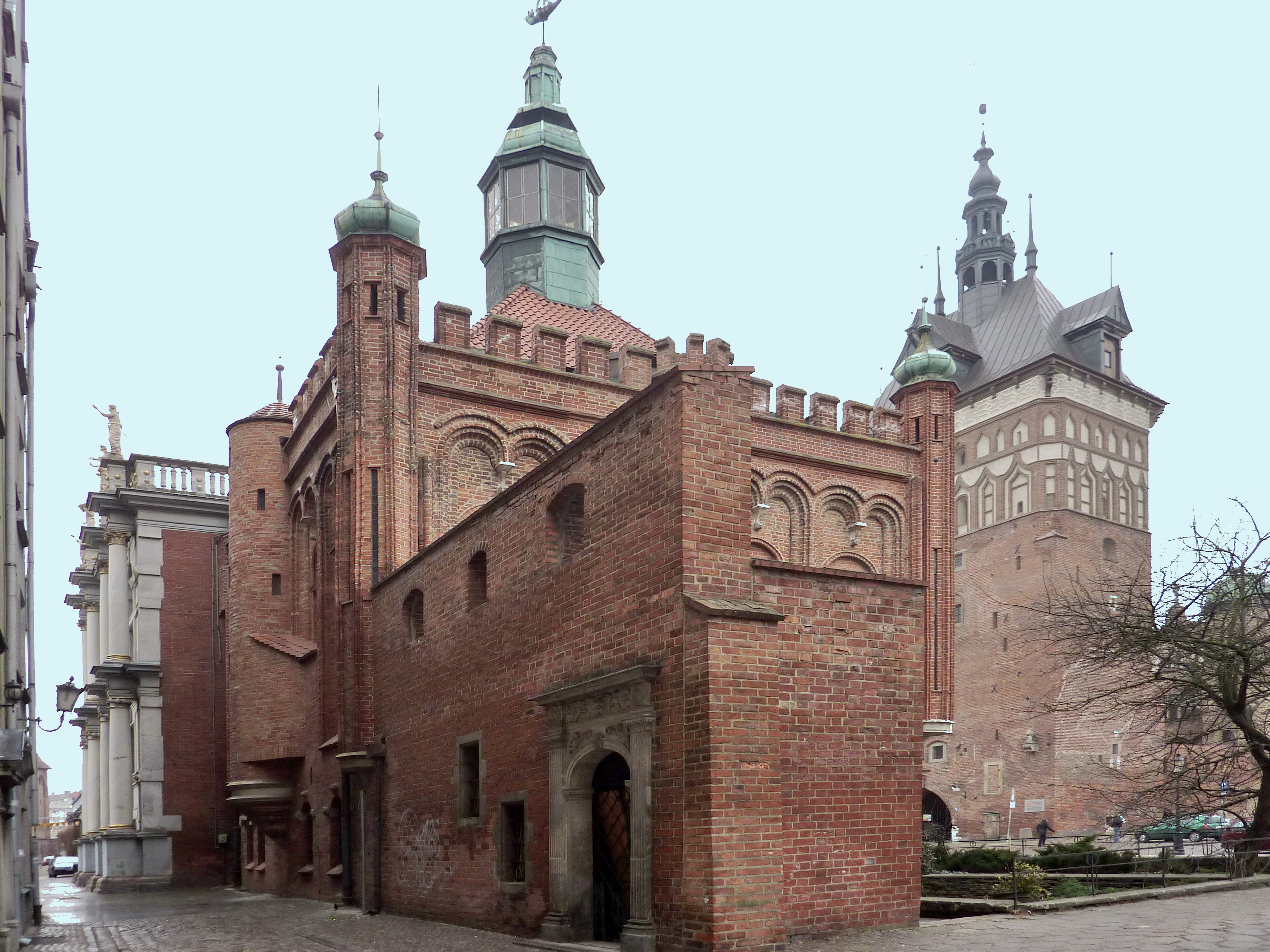
Dwór Bractwa św. Jerzego w Gdańsku

Twórczość grupy była prezentowana w Głosie Wybrzeża. W marcu 1960 roku, we wstępie do kolumny wierszy, jej członkowie ogłosili: "Będziemy grupą działania. Zadaniem naszym jest ożywienie indywidualnej i społecznej inicjatywy twórczej. [...] Pragniemy przemieszać się z młodym i świeżym środowiskiem robotników i inteligencji technicznej, rozruszać je, a zarazem wykorzystać dla siebie jej wartości. Opublikowano tam także prozę i reprodukcje dzieł członków grupy.
W maju 1962 roku, wspólnie z warszawskim Centralnym Klubem Studentów "Hybrydy" i Warszawskim Klubem Twórczym Młodych, grupa zorganizowała w Gdańsku II Ogólnopolski Sympozjon Młodej Poezji. W jego ramach odbył się Turniej Jednego Wiersza o Bukiet Kwiatów, którego laureatami zostali: Edmund Puzdrowski, Andrzej Jastrzębiec-Kozłowski i Stefan Połom.
W 1962 roku grupa prowadziła Klub Artystyczny, który działał w Strzelnicy (przyziemiu) Dworu Bractwa św. Jerzego około czterech miesięcy, aż odebrano mu ten lokal. Po tym fakcie oraz po konfiskacie Nabrzeża grupa zmniejszała stopniowo swoją aktywność, aż do zaniku w 1963 roku. Większość jej członków kontynuowała indywidualnie działalność artystyczną.